# 4449 Sobinov
4449 Sobinov (1987 RX3) là một tiểu hành tinh vành đai chính được phát hiện ngày 3 tháng 9 năm 1987 bởi L. I. Chernykh ở Nauchnyj.